# Metropolia Madrasu i Myliaporu
Metropolia Madrasu i Myliaporu – jedna z 24 metropolii kościoła rzymskokatolickiego w Indiach. Została erygowana 1 września 1886.

## Diecezje
- Archidiecezja Madrasu i Myliaporu
  - Diecezja Chingleput
  - Diecezja Coimbatore
  - Diecezja Ootacamund
  - Diecezja Vellore

## Metropolici

### Metropolici Madras
- Joseph Colgan (1886-1911)
- Giovanni Aelen (1911-1928)
- Eugène Mederlet (1928-1934)
- Louis Mathias (1935-1952)

### Metropolici Madras i Myliaporu
- Louis Mathias (1952-1965)
- Anthony Rayappa Arulappa (1966-1987)
- Casimir Gnanadickam (1987-1993)
- James Masilamony Arul Das (1994-2004)
- Malayappan Chinnappa (2005-2012)
- George Antonysamy (od 2012)